# Староегипатски погребни текстови
Древни египћани су имали неколико дела која су се бавила погребном праксом. Ови текстови су познати под заједничким именом староегипатски погребни текстови и служили су да помогну особи да преживи у загробном животу.
Почињу да се јављају још у Старом царству као текстови пирамида који су се исписивали по зидовима краљевских гробница. Из ових текстова ће касније у Средњем царству настати текстови ковчега који су се исписивали по краљевским, али и саркофазима обичних људи. Касније ће се ови текстови модификовати у Новом царству у неколико књига.

## Старо царство
Погребни текстови Старог царства су били резервисани само за фараоне. Крајем овог периода почињу да се јављају и у гробницама њихових жена.

## Средње царство
Током Првог међупериода, Египћани су почели да записују погребне чини на саркофазима. Ове чини су пренете из ранијих текстова пирамида, али се појављују и нове које су се бавиле свакодневним проблемима, јер су сада биле доступне и обичном народу. Зато што су обични људи могли да приуште саркофаге, они су имали чини у њима и загробни живот више није био резервисан само за краљевску породицу.

## Ново царство
Током Новог царства се јављају бројни погребни текстови:
- Књига мртвих
- Амдуат
- Чин дванаест пећина
- Књига капија
- Књига пећина
- Књига земље
- Књига молитве Реу на западу
- Књига неба

### Касно ново царство
Након Ехнатонове религијске реформе се појављају нови погребни текстови:
- Књига Нут
- Књига дана
- Књига ноћи
- Књига небеске краве

## Касни период
- Књига дисања

## Птолемејски период
- Књига пролазеће вечности

## Литератуа
- Goelet, Dr. Ogden;  . (1994). The Egyptian Book of the Dead: The Book of Going Forth by Day. San Francisco: Chronicle Books.
- Hornung, E (1999). The Ancient Egyptian Books of the Afterlife. Lorton, D.(translator). New York: Cornell University Press.
- Lichtheim, Miriam (1975). Ancient Egyptian Literature, vol 1. London, England: University of California Press. ISBN 978-0-520-02899-9.